# Aşağıocak, Mazıdağı
Aşağıocak là một xã thuộc huyện Mazıdağı, tỉnh Mardin, Thổ Nhĩ Kỳ. Dân số thời điểm năm 2010 là 209 người.